# Universidad de Brighton
La Universidad de Brighton (University of Brighton en inglés) es una universidad Británica situada en la ciudad de Brighton en Inglaterra. Tiene una comunidad estudiantil de aproximadamente 21.000 alumnos y una sección académica de más de 2600. Está dividida en 5 campus repartidos entre Brighton, Eastbourne y Hastings. La Universidad de Brighton es famosa por su alta excelencia académica y su sólido archivo de investigaciones, factores que contribuyen a su reputación como una de las principales instituciones de enseñanza Superior, posteriores a 1992, de Inglaterra. 
La universidad de Brighton es uno de los centros de Arte y Diseño más prestigiosos del Reino Unido. La lista infinita de alumnos famosos que alguna vez fueron estudiantes en la universidad incluye al ilustrador de los libros de Harry Potter, Cliff Wright, ganadores del premio Turner Prize, Keith Tyson y Rachel Whiteread, Alison Lapper, Julien MacDonald y la escritora-ilustradora Emily Gravett.
La universidad tiene un elevado enfoque profesional, el cual permite a los estudiantes experimentar su carrera como profesión, dicha oportunidad está disponible en más del 94% de los cursos de pregrado impartidos en sus diferentes facultades. La Universidad de Brighton se mantiene como la única universidad moderna que ha ganado el premio de Universidad del Año otorgado por The Sunday Times, un galardón que usualmente es otorgado a las universidades más antiguas de Inglaterra.

## Historia

### Escuela de Arte de Brighton

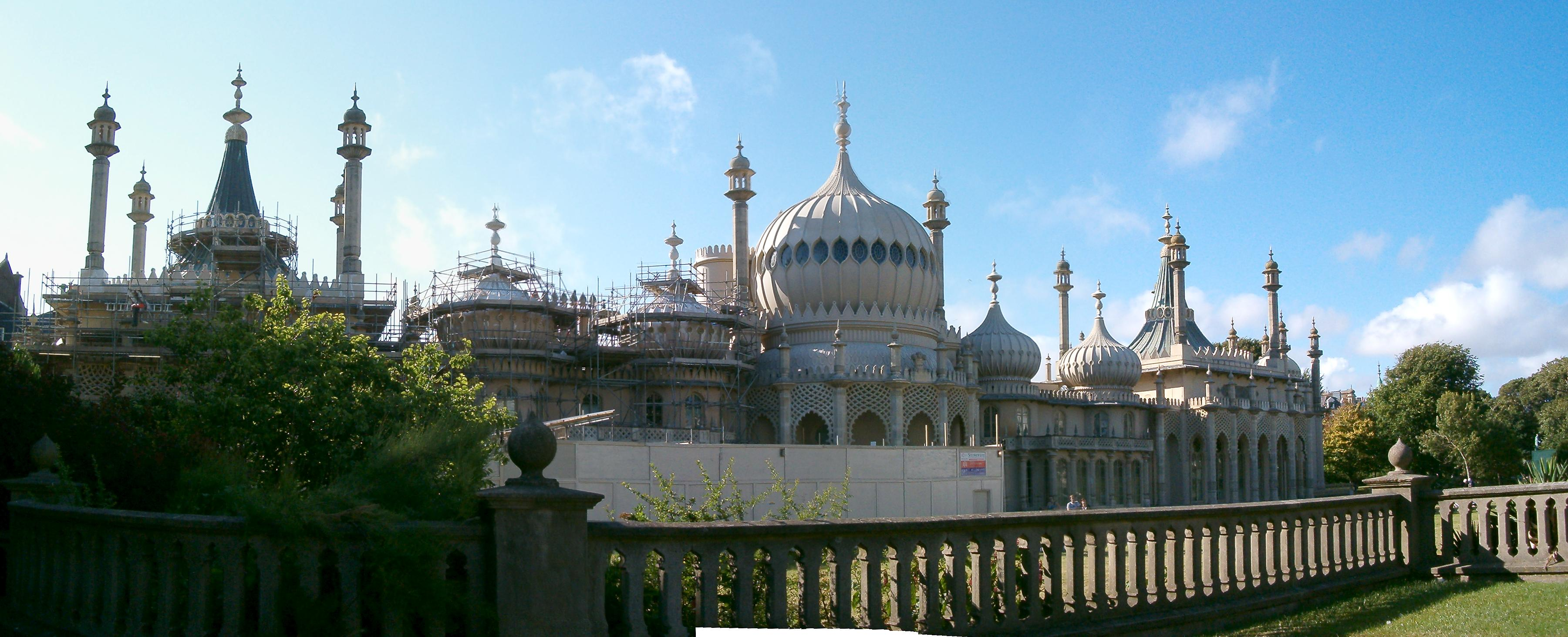
La Escuela de Arte de Brighton abrió sus puertas por primera vez en el Pabellón Real

La Universidad de Brighton tiene sus orígenes en la Escuela de Arte de Brighton, la cual fue establecida tras una reunión pública en 1858. En dicha reunión se creó el Comité de Brighton, una junta que se dedicaba a recaudar los fondos necesarios para crear el prestigioso centro de Artes que enseñara a la población como realizar todo tipo de labores de la manera más correcta y organizada posible. La mayoría de los centros de Artes que fueron establecidos entre los años 1840 y 1850 se dedicaban a trabajar directamente con la industrialización que se desencadenó en dicha época en Inglaterra, Brighton por otra parte no sería otro centro industrial, de acuerdo Henry Cole las verdaderas “Industrias” de Brighton eran “La salud, la recreación, la educación y el placer”.
La Escuela de Arte de Brighton abrió sus puertas el 17 de enero de 1859 a más de cincuenta estudiantes y estaba situado en el Pabellón Real, un acuerdo proveído por el Ayuntamiento del Pueblo. El primer profesor en Artes fue John White, quien trajo consigo una experiencia inigualable adquirida en la Escuela de Artes Prácticas de Leeds y fue uno de los profesores más destacados de la época. En ese entonces, las clases eran separadas según género, de modo que hombres y mujeres tenían sus propios horarios de estudio.
Poco después, la escuela se transformó en la Escuela de Ciencias y Artes de Brighton, trayendo consigo la construcción del nuevo edificio Grand Parade en estilo Neorrománico, del cual destacaba su particular fachada en piedra Bath, originaria del poblado de Bath, Inglaterra. La Princesa Luisa del Reino Unido, Duquesa de Argyll, la más artística de los hijos de la Reina Victoria asistió en dicha construcción y tuvo una participación activa en la Escuela de Arte.

### SigloXX: Primera y Segunda Guerra Mundial

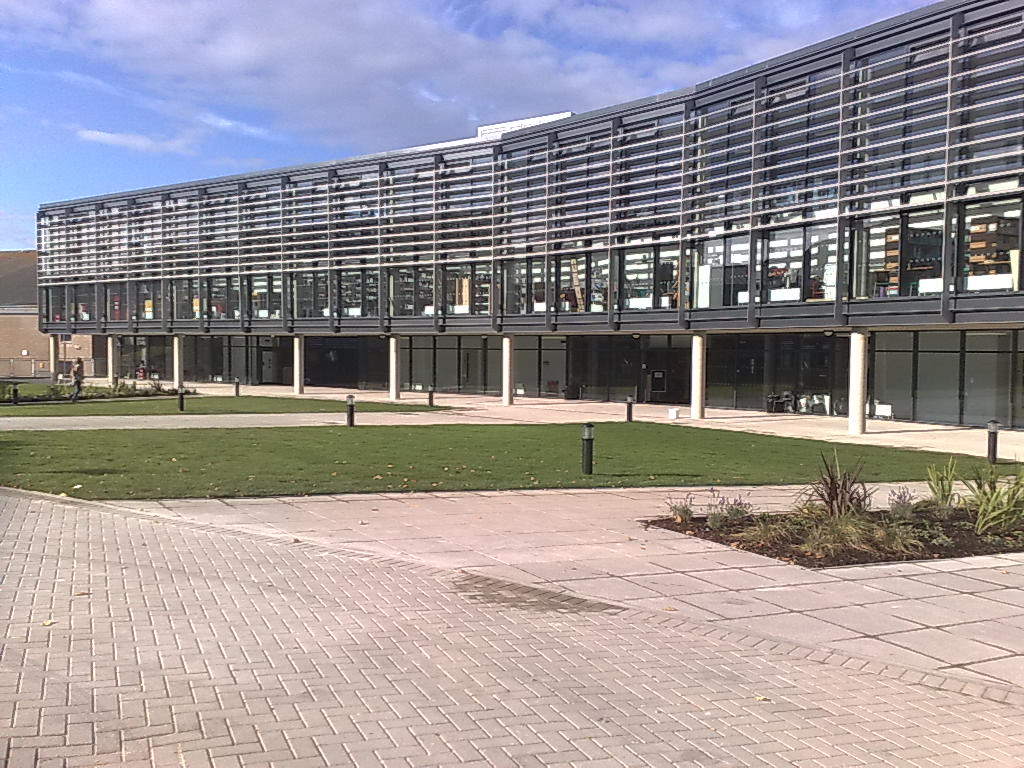
Edificio Checkland

Nuevos edificios fueron paulatinamente construidos para la Escuela de Arte de Brighton. A finales de 1897, la Escuela de Arte contaba con sus propios centros de Tipografía, Fundición de Plata y otros metales, Tallo en Madera, entre otros.
En 1915, la Asociación de Industrias y Diseño (D.I.A.) fue establecida. Dicha organización buscaba mejorar las relaciones profesionales que existían entre los Diseñadores y Arquitectos Británicos  y los manufactureros. El director de Brighton, William H. Bond, jugó un papel importante en promocionar la asociación, y se fijó el objetivo de ubicar a Gran Bretaña por delante de Alemania y los Estados Unidos, países en los que el desarrollo de la Industria y el Diseño eran relativamente más avanzados. Bond realizó una campaña con la cual reclamó el por qué el tipógrado Edward Johnston era más conocido en Alemania y los Estados Unidos que en su país natal, Inglaterra, situación que según él, estaba a punto de cambiar.
Durante la Primera Guerra Mundial, la Escuela de Arte ofreció diferentes tipos de entrenamientos académicos a los soldados gratuitamente, los cuales fueron impartidos en el Hospital Pabellón de Brighton, carreras como Diseño Industrial y Diseño Mecánico estuvieron entre el repertorio realizado especialmente para las tropas de la guerra. William H. Bond también se involucró activamente en el cambio arquitectónico que sufrió el pueblo de Brighton durante dicha época y realizó una campaña en contra del Ferrocarril de Nueva Inglaterra, que según sus criterios, afeaba enormemente al pueblo. También ayudó en la preservación de la Arquitectura Georgiana en Brighton.
Los trabajos de la Escuela de Arte de Brighton se destacaron especialmente en el ámbito internacional, reputación que mejoró cuando la escuela recibió el premio mayor en la Exposición Internacional de las Artes e Industrias Modernas de París (Paris Exposition Internationale des Arts et Industriels Modernes). 
En ese mismo año, Brighton pasó a formar parte de la Universidad de Londres, para luego desintegrarse y formar la autónoma Universidad de Brighton a través de la unión de la Escuela de Arte y la Escuela Tecnológica de Brighton. Proceso que dio inicio a la expansión de la Universidad. Otras instituciones se fueron agregando a la Universidad, entre ellas, la Escuela de Educación de Brighton, la Escuela de Educación Terciaria de Eastbourne y la Escuela de Tecnología de Falmer.

### Escuela Médica de Brighton y Sussex
En 2003, la Universidad de Brighton unió fuerzas con la Universidad de Sussex para ofrecer a los estudiantes la Escuela Médica de Brighton y Sussex, que en menos de 10 años se ha establecido como uno de los mejores centros educativos especializados en Medicina.

## Facultades y Escuelas

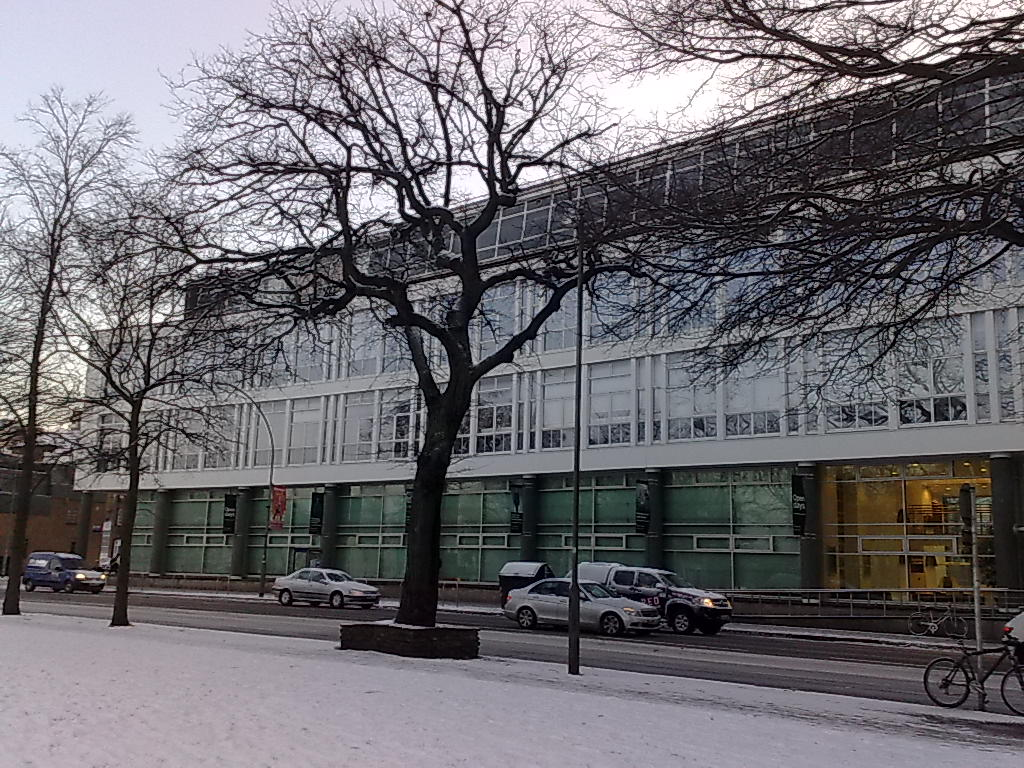
Edificio Grand Parade, hogar de la Escuela de Arquitectura y Diseño

Hay cinco Facultades dentro de la Universidad:
- Facultad de Artes
  - Escuela de Arquitectura y Diseño
  - Escuela de Artes y Medios
  - Escuela de Humanidades
- Facultad de Educación y Deporte
  - Escuela Chelsea
  - Escuela de Educación
  - Escuela de Gestión de  Servicios
  - Centro para el aprendizaje y la enseñanza
- Facultad de Ciencia Social y de la Salud
  - Escuela de Ciencias Sociales Aplicadas
  - Escuela de Profesiones de la Salud
  - Escuela de Enfermería y Comadronas
  - Instituto de Medicina Postgrado
- Facultad de Ciencias de Gestión e Información
  - Escuela de Negocios de Brighton
  - Centro para la investigación en Innovation Management (CENTRIM)
- Facultad de Ciencia e Ingeniería[2]
  - Escuela de Computación, Matemática y Ciencias de la Información
  - Escuela de Medio Ambiente y Tecnología[3]
  - Escuela de Farmacia y Ciencias Biomoleculares[4]